# Vicoa
Vicoa là một chi thực vật có hoa thuộc họ Cúc. Các loài trong chi này được tìm thấy ở một số vùng của châu Phi và trải dài khắp châu Á đến tận Đông Dương. Chi này ban đầu được Alexandre Henri Gabriel de Cassini (Cass.) mô tả vào năm 1829, nhưng sau đó nó được sáp nhập vào chi Pentanema (cũng thuộc họ Cúc). Đến năm 2018, các phân tích phân tử lại xác định đây là một chi riêng biệt.

## Sự miêu tả
Các loại thuộc chi Vicoa là những loại cây thân thảo hàng năm hoặc lâu năm, với lá đơn (không chia hoặc không phân đốt), hoặc lá nguyên (không chia). Lá cây được sắp xếp so le (ở các mức độ khác nhau dọc theo thân), với gân lá kép (gân bên được sắp xếp ở hai bên gân chính) và chủ yếu chúng có gốc được mở rộng và ôm chặt lấy thân. Vicoa là những thực vật có hoa đơn độc, đầu tỏa ra (tia hoa bao quanh đĩa hoa), hoặc ở nách lá (bên cạnh khớp lá) hoặc đối diện với lá. Chúng có cuống hoa, và các lá bắc xếp chồng lên nhau thành nhiều hàng.Quả bế (quả một hạt không nứt) có hình bán nguyệt (một phần hình tròn khi cắt ngang) với một nhú (một chùm hoặc vòng lông hoặc vảy mọc phía trên bầu nhụy) có lông không bằng nhau.

## Các loài đã biết
Có khoảng 14 loài được chấp nhận thuộc chi Vicoa;
- Vicoa albertoregelia C.Winkl.
- Vicoa cernua Dalzell
- Vicoa chodzhakasiani (Kinzik.) Nabiev
- Vicoa discoidea (Nabiev) Kamelin
- Vicoa glanduligera Krasch.
- Vicoa indica (L.) DC.
- Vicoa krascheninnikovii Kamelin
- Vicoa lignea (Mesfin) D.Gut.Larr., Santos-Vicente, Anderb., E.Rico & M.M.Mart.Ort.
- Vicoa multicaulis (Boiss.) Benth. & Hook.f.
- Vicoa parietarioides Nevski
- Vicoa propinqua Nevski
- Vicoa rupicola Krasch.
- Vicoa varzobica (Kamelin & Kinzik.) Nabiev
- Vicoa vestita (Wall. ex DC.) Benth. ex Hook.f.

Một số loài vẫn chưa được chấp nhận, chẳng hạn như Vicoa gokhalei xuất xứ từ Ấn Độ.

## Phân loại
Tên chi Vicoa được đặt theo tên của Giambattista Vico (1668–1744), một triết gia, nhà hùng biện, nhà sử học và luật gia người Ý trong thời kỳ Khai sáng của Ý . Lần đầu tiên nó được mô tả và công bố trên tạp chí Ann. Sci. Nat. (Paris) Tập 17, trang 418 năm 1829.
Sau đó, nó được nhập vào chi Pentanema, cho đến năm 2018, chi Vicoa được tái lập nhờ phân tích phân tử của chi Pentanema.